# ملت ترور
ملت ترور (انگلیسی: Assassination Nation) فیلمی در ژانر طنز، کمدی سیاه، ترسناک و تریلر به نویسندگی و کارگردانی سام لوینسون است که در سال ۲۰۱۸ منتشر شد.

## بازیگران
- سوکی واترهاوس
- هری نف
- بلا تورن
- بیل اسکاشگورد
- جوئل مک‌هال
- آنیکا نونی رز
- کودی کریستین
- جنیفر موریسون
- جی.دی. اورمور
- کاترین اربه
- کالن موس
- سوسن میسنر
- کلوین هریسون جونیور